# Rockport (Texas)
Rockport település az Amerikai Egyesült Államok Texas államában, Aransas megyében, melynek megyeszékhelye is. Lakosainak száma 10 070 fő (2020. április 1.).

## Népesség
A település népességének változása:

| 2010 | 8 766  |
| 2020 | 10 070 |